# 豊田芳州
豊田 芳州（とよだ ほうしゅう、1941年 - ）は、写真家。英国王立写真協会日本支部元理事長。日本写真家協会会員、日本写真学会会員。

## 概要・略歴
東京都出身。千葉大学工学部写真印刷工学科卒業。写真関連の技術者になるか音楽家になるか迷ったが、音楽は断念して写真撮影の方向に進む事を決めた。千葉大学の研究室での文部技官を経て、学習研究社（現：学研ホールディングス）で25年間働く。52歳の時に自分が撮りたいものを撮るためフリーへ転身。

## 主な著書
- 『だれでも撮れる 最新カメラ教室』（誠文堂新光社、1996年）